# Деон Бертон
Деон Джон Бертон (англ. Deon John Burton; нар. 25 жовтня 1974, Редінг, Англія) — ямайський та англійський футболіст, виступав на позиції нападника. Захищав кольори переважно англійських клубів, зокрема «Портсмут», «Дербі Каунті» та «Шеффілд Венсдей». Захищав кольори національної збірної Ямайки, у тому числі й на чемпіонаті світу 1998 року, у 1997 році був удостоєний звання «Спортсмен року на Ямайці».

## Клубна кар'єра

### Ранній період
Народився в Редінгі, розпочав професіональну футбольну кар'єру в «Портсмуті», з яким у дебютному для себе сезоні 1993/94 років провів на полі 2 поєдинки. Виступав у «Портсмуті» протягом трьох наступних сезонів, а також відзначився голом, у травні 1996 року в останньому турі чемпіонату проти «Гаддерсфілд Таун», завдяки якому команда Бертона перемогла (1:0) та зберегла місце в Першому дивізіоні.
У 1997 році колишній тренер «Портсмута» Джим Сміт запросив Бертона до клубу Прем'єр-ліги «Дербі Каунті», сума відступних становила 1 мільйон фунтів стерлінгів.

### «Дербі Каунті», повернення до «Портсмута» та оренди
Бертон боровся за місце в стартовому складі в «Дербі», граючи з перервами тна оренди до інших клубів, зокрема в «Сток Сіті» в лютому 2002 року, а також у «Портсмуті», яка розпочалася з серпня 2002 року. У вересні того ж року повернувся зі зламаною ногою в «Дербі», проте вже у вересні 2002 року повернувся в «Портсмут» (сума трансферу склала 250 000 фунтів), допоміг своїй команді підвищитися в класі. Проте Бертон надовго затриматися в новому-старому клубі не зміг й, будучи не здатним вибороти місце в стартовому складі «Портсмуту», виступав в оренді в |«Волсоллі» та «Свіндон Таун», де за весь період відзначився лише одним голом у воротах «Вікомбі Вондерерс». У липні 2004 року перейшов до «Брентфорда», допоміг новому клубі у півфіналі плей-оф Ліги 1 сезону 2004/05 років проти «Шеффілд Венсдей», а також став найкращим бомбардиром команди.

### «Ротергем Юнайтед»
У липні 2005 року як вільний агент перейшов до «Ротергем Юнайтед», підписавши з клубом 2-річний контракт. У першій частині сезону відзначився 14-а голами, в тому числі й хет-триком у переможному (4:0) поєдинку проти «Блекпула», у грудні 2005 року Деона виставили на трансфер.

### «Шеффілд Венсдей»
У січні 2006 року «Шеффілд Венсдей» викупив контракт Бертона у «Ротергем Юнайтед» за 110 000 фунтів, після того як він на Новий Рік пропустив Йоркширське дербі між «Ротергемом» та «Донкастер Роверз». У березні 2006 року відзначився дебютним голом за нову команду в поєдинку проти «Квінз Парк Рейнджерс».
Він продовжував грати вирішальну роль у збереженні «Шеффілдом» місця в Чемпіоншипі, а в останньому турі чемпіонату 2005/06 вийшов на поле проти свого колишнього клубу «Дербі», вивівши на поле «Венсдей» з капітанською пов'язкою. Деон та інший колишній гравець «Дербі», Маркус Тадгай, допоміг «Венсдей» здобути перемогу (2:0), а Бертон відзначився першим голом.
Завдяки вдалим виступам на клубному рівні отримав шанс проявити себе на міжнародному рівні. Спочатку розглядався як резервіст на товариські поєдинки проти Гани та Англії, проте зрештою замінив нападника «Вотфорда» Марлона Кінга, якого відрахували зі збірної за порушення дисципліни. Бертон вийшов на поле в другому таймі товариського поєдинку проти Англії, в якому Ямайка поступилася з рахунком 0:6.
Незважаючи на ье, що в першій частині сезону 2006/07 років за чотири місяці Деон відзначився лише 1 голом, другу частину сезону він провів фантастично. У другій половині сезону відзначився 12-а голами й разом зі Стівеном Макліном розділив звання найкращого бомбардира «Шеффілд» того сезону.
26 грудня 2007 року відзначився 100-м голом у професіональній кар'єрі, реалізувавши пенальті у ворота «Барнлі» на «Терф Мур». в останньому турі чемпіонату, в якому «Венсдей» для збереження прописки в лізі потрібна була лише перемога, Бертон спочатку завадив відзначитися голом Даррену Гакербі сфоливши на ньому, але перед цим відзначився своїм другим та третім для «Шеффілда» голом, завдяки чому допоміг перемогти своєму клубу з рахунком 4:1. Завдяки «дублю» в тому поєдинку Деон загалом зумів забити 9 м'ячів та стати найкращим бомбардиром своєї команди в сезоні 2007/08 років. Дебютним голом у сезоні 2008/09 відзначився 25 листопада 2008 року, у переможному (2:0) виїзному поєдинку «Венсдей» проти «Блекпула».

### «Чарльтон Атлетік»
27 листопада 2008 року відправився в оренду з можливістю повноцінного переходу до «Чарльтон Атлетік», головний тренер «Венсдей» Браян Лоус аргументував цей перехід невиразним стартом Деона в сезоні 2008/09 років та неможливістю гарантувати довгострокове майбутнє нападника в команді з «Гіллсборо». 2 січня 2009 року Бертон як вільний агент уклав поноцінний контрак з «Чарльтон Атлетік».

### «Габала»
У 2010 році Деон перейшов до «Габали» з Прем'єр-ліги Азербайджану, яку тренував Тоні Адамс. В азербайджанському клубі провів два роки, відзначився 15-а голами в 50 матчах чемпіонату, а по завершенні сезону 2011/12 років залишив команду.

### «Джиллінгем»
7 серпня 2012 року Бертон підписав 1-річний контракт з клубом Другої футбольної ліги «Джиллінгем», при цьому гравець відмовив одному з клубів Першої футбольної ліги. Дебютував за «Джиллінгем» 18 серпня 2012 року в переможному (3:1) виїзному поєдинку проти «Бредфорд Сіті». Першим голом за нову команду відзначився 25 серпня в переможному (2:1) виїзному поєдинку проти «Дагенем енд Редбрідж». Деон не отримав пропозиції продовження контракту й залишив команду.

### Завершення футбольної кар'єри
По завершенні успішного перегляду в клубі «Сканторп Юнайтед» з Другої футбольної ліги, 22 липня 2013 року підписав з ним 1-річний контракт. 30 жовтня 2014 року перейшов в 1-місячну оренду до клубу Другої футбольної ліги «Йорк Сіті», яку очолював колишній головний тренер «Сканторп» Расселл Вілкокс. А вже через два дні дебютував за «Йорк» в переможному (1:0) виїзному поєдинку проти «Челтнем Таун», проте вже в другому поєдинку за нову команду отримав пошкодження медіальної зв'язки, через що змушений був пропустити в тренувальному процесі 2-3 місяці, тому вже 12 листопада 2014 року «Йорк Сіті» розірвав орендну угоду.
Бертон отримав статус вільного агента від «Сканторп» у січні 2015 року, а вж наступного місяця перейшов до «Істлі».
Після нетривалого періоу перебування в «Істлі», 8 серпня 2015 року уклав угоду з «Бреклі Таун». Проте вже у вересні 2015 року перейшов до «Вустер Сіті». Закінчив футбольну кар'єру по завершенні сезону 2015/16 років.
По завершенні футбольної кар'єри очолив футбольну компанію з підготовки футболістів під назвою «Deon Burton Training Academy».

## Кар'єра в збірній
У футболці національної збірної Ямайки дебютував 7 вересня 1997 року в одному з останніх матчів кваліфікації чемпіонату світу 1998 року. У тій кампанії відзначився 4-а голами в 5-и матчах, завдяки його зусиллям збірна Ямайки вийшла до фінальної частини чемпіонату світу, а Деон отримав звання «Спортсмен року на Ямайці». Тим не менше, у Франції не відзначився жодним голом. Грав також у всіх матчах збірної Ямайки на Золотому кубку КОНКАКАФ 1998 року (ямайці тоді фінішували 4-и), проте голами на турнірі не відзначався. Також виступав за збірну в невдалій для неї кваліфікації до чемпіонату світу 2002, а також грав на Золотому кубку КОНКАКАФ 2000 року.
Учасник кваліфікаційних матчів Золотого кубку КОНКАКАФ 2003 року, виходив на поле з лави запасних, проте на фінальну частину турніру не поїхав.
Після цього у збірній не виступав протягом трьох років, допоки не отримав виклик на поєдинок проти збірної країни свого народження — Англії. Завдяки вдалій грі за «Шеффілд Венсдей» отримав виклик на 27 березня 2008 року, на матч проти Тринідаду і Тобаго. Деон вийшов на поле в другому таймі поєдинку (2:2), замінивши Марлона Кінга. Він також тримав своє місце в складі й у наступному товариському матчі, 3 червня проти Сент-Вінсент і Гренадин, знову вийшовши на поле з лави запасних у другому таймі замість Кінга. А вже через хвилину відзначився четвертим голом своєї команди, а також асистував Рікардо Гарднеру, який на 87-й хвилині забивабив п'ятий та останній матч у тому поєдинку (5:1).

## Статистика

### Клубна
| Клуб                    | Сезон             | Змагання                   | Змагання | Змагання | Нац. кубок | Нац. кубок | Кубок Ліги | Кубок Ліги | Інші  | Інші | Загалом | Загалом |
| Клуб                    | Сезон             | Дивізіон                   | Матчі    | Голи     | Матчі      | Голи       | Матчі      | Голи       | Матчі | Голи | Матчі   | Голи    |
| ----------------------- | ----------------- | -------------------------- | -------- | -------- | ---------- | ---------- | ---------- | ---------- | ----- | ---- | ------- | ------- |
| «Портсмут»              | 1993–94           | Перший дивізіон            | 2        | 0        | 0          | 0          | 0          | 0          | 0     | 0    | 2       | 0       |
| «Портсмут»              | 1994–95           | Перший дивізіон            | 7        | 2        | 0          | 0          | 1          | 0          | —     | —    | 8       | 2       |
| «Портсмут»              | 1995–96           | Перший дивізіон            | 32       | 7        | 1          | 0          | 2          | 0          | —     | —    | 35      | 7       |
| «Портсмут»              | 1996–97           | Перший дивізіон            | 21       | 1        | 1          | 1          | 2          | 2          | —     | —    | 24      | 4       |
| «Портсмут»              | Загалом           | Загалом                    | 62       | 10       | 2          | 1          | 5          | 2          | 0     | 0    | 69      | 13      |
| «Кардіфф Сіті» (оренда) | 1996–97           | Третій дивізіон            | 5        | 2        | —          | —          | —          | —          | —     | —    | 5       | 2       |
| «Дербі Каунті»          | 1997–98           | Прем'єр-ліга               | 29       | 3        | 2          | 0          | 1          | 0          | —     | —    | 32      | 3       |
| «Дербі Каунті»          | 1998–99           | Прем'єр-ліга               | 21       | 9        | 5          | 3          | 1          | 0          | —     | —    | 27      | 12      |
| «Дербі Каунті»          | 1999–2000         | Прем'єр-ліга               | 19       | 4        | 1          | 0          | 1          | 0          | —     | —    | 21      | 4       |
| «Дербі Каунті»          | 2000–01           | Прем'єр-ліга               | 32       | 5        | 2          | 0          | 3          | 1          | —     | —    | 37      | 6       |
| «Дербі Каунті»          | 2001–02           | Прем'єр-ліга               | 17       | 1        | 0          | 0          | 2          | 2          | —     | —    | 19      | 3       |
| «Дербі Каунті»          | 2002–03           | Перший дивізіон            | 7        | 3        | 0          | 0          | 0          | 0          | —     | —    | 7       | 3       |
| «Дербі Каунті»          | Загалом           | Загалом                    | 125      | 25       | 10         | 3          | 8          | 3          | —     | —    | 143     | 31      |
| «Барнслі» (оренда)      | 1998–99           | Перший дивізіон            | 3        | 0        | —          | —          | —          | —          | —     | —    | 3       | 0       |
| «Сток Сіті» (оренда)    | 2001–02           | Другий дивізіон            | 12       | 2        | —          | —          | —          | —          | 3     | 2    | 15      | 4       |
| «Портсмут»              | 2002–03           | Перший дивізіон            | 15       | 3        | 1          | 0          | —          | —          | —     | —    | 16      | 4       |
| «Портсмут»              | 2003–04           | Прем'єр-ліга               | 1        | 0        | 1          | 0          | 0          | 0          | —     | —    | 2       | 0       |
| «Портсмут»              | Загалом           | Загалом                    | 16       | 4        | 2          | 0          | 0          | 0          | —     | —    | 18      | 4       |
| «Волсолл» (оренда)      | 2003–04           | Перший дивізіон            | 3        | 0        | —          | —          | 1          | 0          | —     | —    | 4       | 0       |
| «Свіндон Таун» (оренда) | 2003–04           | Перший дивізіон            | 4        | 1        | —          | —          | —          | —          | —     | —    | 4       | 1       |
| «Брентфорд»             | 2004–05           | Перша ліга                 | 40       | 10       | 7          | 0          | 1          | 0          | 2     | 0    | 50      | 10      |
| «Ротергем Юнайтед»      | 2005–06           | Перша ліга                 | 24       | 12       | 1          | 1          | 2          | 1          | 0     | 0    | 27      | 14      |
| «Шеффілд Венсдей»       | 2005–06           | Чемпіоншип                 | 17       | 3        | —          | —          | —          | —          | —     | —    | 17      | 3       |
| «Шеффілд Венсдей»       | 2006–07           | Чемпіоншип                 | 42       | 13       | 2          | 0          | 0          | 0          | —     | —    | 44      | 13      |
| «Шеффілд Венсдей»       | 2007–08           | Чемпіоншип                 | 40       | 7        | 2          | 0          | 3          | 2          | —     | —    | 45      | 9       |
| «Шеффілд Венсдей»       | 2008–09           | Чемпіоншип                 | 17       | 1        | —          | —          | 1          | 0          | —     | —    | 18      | 1       |
| «Шеффілд Венсдей»       | Загалом           | Загалом                    | 116      | 24       | 4          | 0          | 4          | 2          | —     | —    | 124     | 26      |
| «Чарльтон Атлетік»      | 2008–09           | Чемпіоншип                 | 20       | 5        | 3          | 0          | —          | —          | —     | —    | 23      | 5       |
| «Чарльтон Атлетік»      | 2009–10           | League One                 | 39       | 13       | 1          | 0          | 1          | 0          | 3     | 1    | 44      | 14      |
| «Чарльтон Атлетік»      | Загалом           | Загалом                    | 59       | 18       | 4          | 0          | 1          | 0          | 3     | 1    | 67      | 19      |
| «Габала»                | 2010–11           | Прем'єр-ліга (Азербайджан) | 28       | 9        | 3          | 0          | —          | —          | —     | —    | 31      | 9       |
| «Габала»                | 2011–12           | Прем'єр-ліга (Азербайджан) | 21       | 6        | 2          | 0          | —          | —          | —     | —    | 23      | 6       |
| «Габала»                | Загалом           | Загалом                    | 49       | 15       | 5          | 0          | —          | —          | —     | —    | 54      | 15      |
| «Джиллінгем»            | 2012–13           | Друга ліга                 | 40       | 12       | 2          | 1          | 1          | 0          | 0     | 0    | 43      | 13      |
| «Сканторп Юнайтед»      | 2013–14           | Друга ліга                 | 29       | 6        | 2          | 0          | 1          | 0          | 1     | 0    | 33      | 6       |
| «Сканторп Юнайтед»      | 2014–15           | Перша ліга                 | 5        | 0        | —          | —          | 0          | 0          | 0     | 0    | 5       | 0       |
| «Сканторп Юнайтед»      | Загалом           | Загалом                    | 34       | 6        | 2          | 0          | 1          | 0          | 1     | 0    | 38      | 6       |
| «Йорк Сіті» (оренда)    | 2014–15           | Друга ліга                 | 1        | 0        | 1          | 0          | —          | —          | —     | —    | 2       | 0       |
| «Істлі»                 | 2014–15           | Конференс Прем'єр          | 12       | 2        | —          | —          | —          | —          | 1     | 0    | 13      | 2       |
| «Бреклі Таун»           | 2015–16           | Національна ліга Північ    | 4        | 0        | —          | —          | —          | —          | —     | —    | 4       | 0       |
| «Вустер Сіті»           | 2015–16           | Національна ліга Північ    | 23       | 5        | 4          | 4          | —          | —          | 2     | 0    | 29      | 9       |
| Усього за кар'єру       | Усього за кар'єру | Усього за кар'єру          | 632      | 148      | 44         | 10         | 24         | 8          | 12    | 3    | 712     | 169     |

1. ↑  Виступи в Кубку ФА та кубку Азербайджану
2. ↑  виступи в плей0оф Другого дивізіону
3. ↑  Матчі в плей-оф Ліги 1
4. ↑  Один матч у Футбольному Трофеї Ліги, два матчі та один гол у плей-оф Першої ліги
5. ↑  Матчі в Трофеї Футбольної Ліги
6. ↑  Матчі в плей-оф Конференс Прем'єр
7. ↑  Матчі в Трофеї ФА

### У збірній
| Національна збірна | Рік     | Матчі | Голи |
| ------------------ | ------- | ----- | ---- |
| Ямайка             | 1997    | 9     | 4    |
| Ямайка             | 1998    | 13    | 0    |
| Ямайка             | 1999    | 1     | 1    |
| Ямайка             | 2000    | 9     | 2    |
| Ямайка             | 2001    | 9     | 2    |
| Ямайка             | 2002    | 3     | 0    |
| Ямайка             | 2003    | 5     | 1    |
| Ямайка             | 2004    | 3     | 0    |
| Ямайка             | 2006    | 1     | 0    |
| Ямайка             | 2008    | 8     | 3    |
| Ямайка             | 2009    | 1     | 0    |
| Загалом            | Загалом | 62    | 13   |

## Досягнення
«Сток Сіті»
- Плей-оф Другої футбольної ліги
  -  Чемпіон (1): 2001/02[50]

«Портсмут»
- Перший дивізіон Футбольної ліги
  -  Чемпіон (1): 2002/03[1]

«Джиллінгем»
- Другий дивізіон Футбольної ліги
  -  Чемпіон (1): 2012/13[64]

«Сканторп Юнайтед»
- Другий дивізіон Футбольної ліги
  -  Срібний призер (1): 2013/14[65]